# Tokay Mammadov
Tokay Mammadov (en azerí: Tokay Həbib oğlu Məmmədov) fue un escultor, miembro correspondiente de la Academia Nacional de Ciencias de Azerbaiyán (1975) y de la Academia Imperial de las Artes (1988). En los años 1970-1972 fue el presidente de la Unión de Artistas de Azerbaiyán.

## Vida
Tokay Mammadov nación el 18 de julio de 1927 en Bakú. Su madre, Zivar Mammadova, fue la primera escultora de Azerbaiyán.
En 1945 se graduó en el Colegio Estatal de Arte en nombre de Azim Azimzade y después fue aceptado por el Instituto de Pintura, Escultura y Arquitectura en nombre de Iliá Repin.
En 1962 Tokay Mammadov fue galardonado con la medalla de plata de la Academia de Artistas de la Unión Soviética por el monumento de Fuzûlî en Bakú. En 1978 se le otorgó el Premio Estatal de la Unión Soviética por el monumento de Meshadí Azizbékov en Bakú. En 1980 el escultor recibió el Premio Estatal de la RSS de Azerbaiyán por el monumento de  11.º Ejército.
Tokay Mammadov también fue el autor del monumento de Uzeyir Hajibeyov, Samad Vurgun, Imadaddin Nasimi y Koroglu, héroe de las tradiciones orales de los pueblos túrquicos.
En 2017 se le otorgó la Diploma de Honor de la República de Azerbaiyán por sus contribuciones en el desarrollo de la escultura de Azerbaiyán.
Tokay Mammadov murió el 2 de mayo de 2018.

## Premios
- Orden de la Insignia de Honor (1959)

- Premio Estatal de la Unión Soviética (1978)

- Premio Estatal de la RSS de Azerbaiyán (1982)

- Orden de la Amistad de los Pueblos (1986)

- Orden Shohrat (2002)